# Acanthomyops
Acanthomyops (лат. , от др.-греч. ἀκανθο- +μύωψ «колючая шпора») — подрод муравьёв рода Lasius подсемейства формицины (Formicinae, Lasiini). В 1950—2005 годах рассматривался в качестве отдельного рода. Северная Америка. Около 15 видов.

## Описание
Мелкие земляные муравьи жёлтого цвета. Усики самок и рабочих 12-и члениковые (у самцов антенны состоят из 13 сегментов). Жвалы рабочих с 6—10 зубцами. Нижнечелюстные щупики 3-х члениковые, нижнегубные щупики состоят из 4 сегментов. Голени средних и задних ног с одной апикальной шпорой.
Стебелёк между грудкой и брюшком состоит из одного сегмента (петиоль). Мирмеколог Д. Агости при анализе формициновых муравьёв включил Acanthomyops в состав родовой группы Lasius genus group. В 2005 году получил подродовой статус в составе Lasius.
- Lasius (Acanthomyops) arizonicus (Wheeler, 1917)
- Lasius (Acanthomyops) bureni Wing, 1968[6]
- Lasius (Acanthomyops) californicus (Wheeler, 1917)
- Lasius (Acanthomyops) claviger (Roger, 1862)
- Lasius (Acanthomyops) colei Wing, 1968[6]
- Lasius (Acanthomyops) coloradensis (Wheeler, 1917)
- Lasius (Acanthomyops) creightoni Wing, 1968[6]
- Lasius (Acanthomyops) interjectus (Mayr, 1866)
- Lasius (Acanthomyops) latipes (Walsh, 1863)
- Lasius (Acanthomyops) mexicanus (Wheeler, 1914)
- Lasius (Acanthomyops) murphyi (Forel, 1901)
- Lasius (Acanthomyops) occidentalis (Wheeler, 1909)
- Lasius (Acanthomyops) plumopilosus (Buren, 1941)
- Lasius (Acanthomyops) pogonogynus (Buren, 1950)[5]
- Lasius (Acanthomyops) pubescens (Buren, 1942)
- Lasius (Acanthomyops) subglaber (Emery, 1893)[7]

## Охранный статус
Несколько их видов занесены в Красный список угрожаемых видов МСОП (The IUCN Red List of Threatened Species) в категорию уязвимые виды (VU):
 Lasius (Acanthomyops) latipes — уязвимый
 Lasius (Acanthomyops) murphii — уязвимый